# 末広町 (大分市)
末広町（すえひろまち）は、大分県大分市中心部にある地域の町名である。現行行政地名は末広町一丁目及び末広町二丁目。住居表示実施済区域。

## 概要

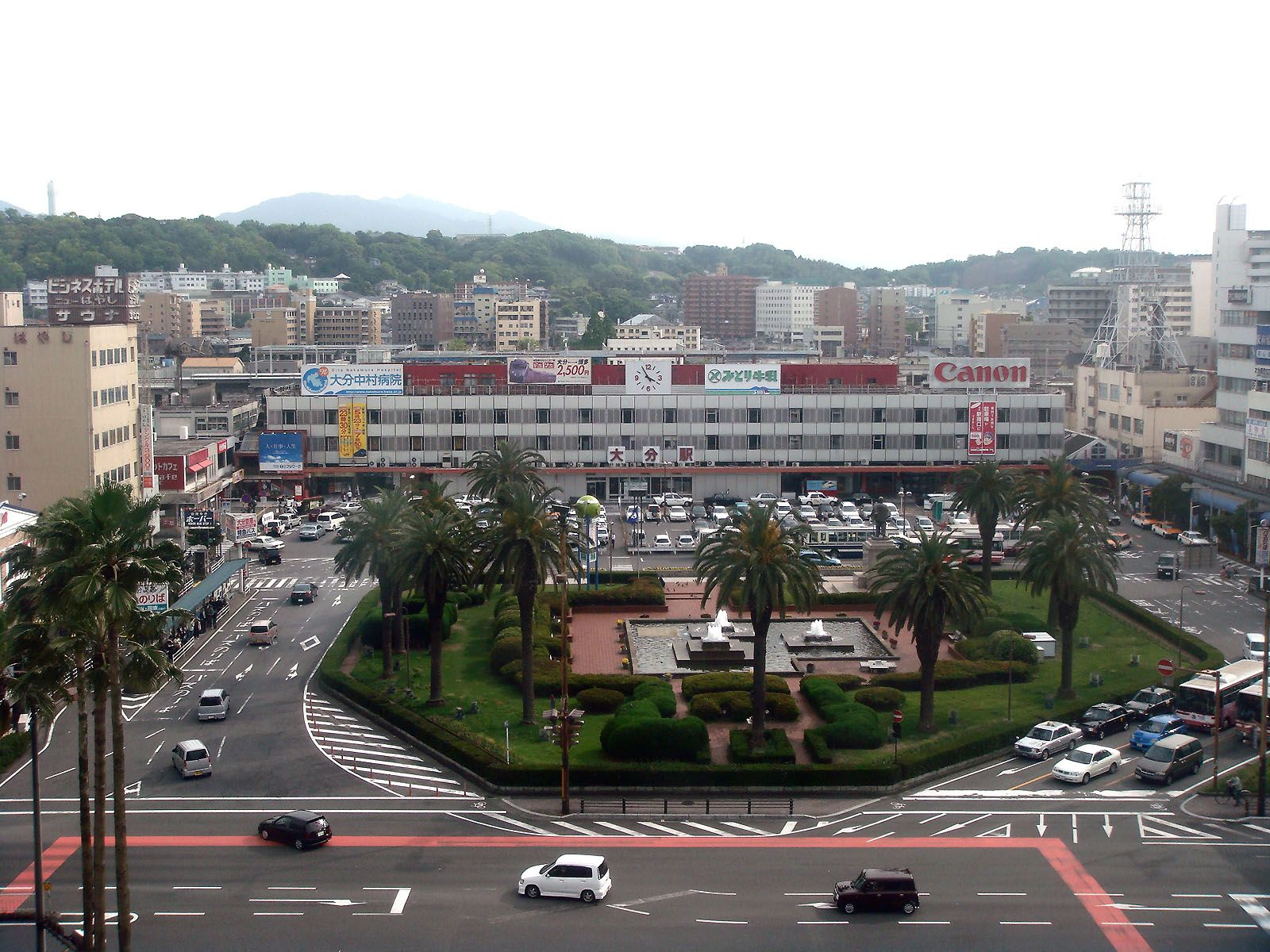
再開発前の大分駅府内中央口（2008年5月撮影）
駅前広場から右手にかけてが末広町にあたる。

九州旅客鉄道（JR九州）大分駅府内中央口（北口）北西側の地区で、北を国道10号（産業通り）、南を大分駅及び日豊本線、久大本線、豊肥本線、西を国道210号に囲まれ、国道10号及びJR九州各線に沿って細長く延びる。北で中央町、東で金池町、南で要町、西で新町に接しており、地区内は、大分駅寄りの東側から西側に向かい1-2丁目に分かれる。
町域の東端の大分駅府内中央口前には、府内中央口広場（都市計画上の名称は北口駅前広場）がある。この広場は2012年（平成24年）の大分駅高架化に伴い再開発され、2015年（平成27年）3月にオープンしたもので、面積は約16,000m2。バスのりばが整備され、大友宗麟やフランシスコ・ザビエルの像が設置されている。
駅前広場の西側には、大分駅から国道10号まで大分駅前商店街が延びている。かつてはアーケード商店街であったが、2015年（平成27年）11-12月にアーケードが解体され、代わりにシェルターが新設された。この地区では、高層マンションを中心とする再開発が検討されている。地上30階建て、高さ100m超のマンション棟の他に、低層の商業棟、ホテル又は医療施設等が入居するテナント棟から成る3棟構成で、2019年度着工、2021年度完成を目指す。
2014年（平成26年）3月29日には、高架化された駅の南北を結ぶ道路として、町域を横断する都市計画道路末広東大道線が開通している。
駅周辺の再開発に伴い地価が上昇しており、2018年（平成30年）には、末広町1丁目の路線価が、25年連続で中央町1丁目の中央通りと入れ替わり県内最高となった。

## 歴史
1963年（昭和38年）、従前の大字大分・勢家・駄原の各一部（通称で於北町・西新町・駅前の一部）に住居表示を実施した。区域が、大分駅側を中心に広がる扇の形状に似ていることから、末広がりの発展を願って付けられたものとされる。

## 世帯数と人口
2022年（令和4年）3月31日現在（大分市発表）の世帯数と人口は以下の通りである。
| 丁目         | 世帯数  | 人口  |
| ------------ | ------- | ----- |
| 末広町一丁目 | 83世帯  | 150人 |
| 末広町二丁目 | 368世帯 | 551人 |
| 計           | 451世帯 | 701人 |

### 人口の変遷
国勢調査による人口の推移。
| 1995年（平成7年）  | 562人 | [ 12 ] |  |
| 2000年（平成12年） | 610人 | [ 13 ] |  |
| 2005年（平成17年） | 639人 | [ 14 ] |  |
| 2010年（平成22年） | 638人 | [ 15 ] |  |
| 2015年（平成27年） | 656人 | [ 16 ] |  |
| 2020年（令和2年）  | 734人 | [ 17 ] |  |

### 世帯数の変遷
国勢調査による世帯数の推移。
| 1995年（平成7年）  | 295世帯 | [ 12 ] |  |
| 2000年（平成12年） | 399世帯 | [ 13 ] |  |
| 2005年（平成17年） | 432世帯 | [ 14 ] |  |
| 2010年（平成22年） | 432世帯 | [ 15 ] |  |
| 2015年（平成27年） | 451世帯 | [ 16 ] |  |
| 2020年（令和2年）  | 458世帯 | [ 17 ] |  |

## 学区
市立小・中学校に通う場合、学区は以下の通りとなる（2022年4月時点）。
| 丁目         | 番地 | 小学校             | 中学校             |
| ------------ | ---- | ------------------ | ------------------ |
| 末広町一丁目 | 全域 | 大分市立碩田学園   | 大分市立碩田学園   |
| 末広町二丁目 | 全域 | 大分市立大道小学校 | 大分市立王子中学校 |

## 事業所
2016年（平成28年）現在の経済センサス調査による事業所数と従業員数は以下の通りである。
| 丁目         | 事業所数  | 従業員数 |
| ------------ | --------- | -------- |
| 末広町一丁目 | 89事業所  | 1,961人  |
| 末広町二丁目 | 44事業所  | 784人    |
| 計           | 133事業所 | 2,745人  |

## 交通

### バス
府内中央口広場には、大分バス、大分交通のバスのりばがあり、多くの一般路線バス・定期観光バス・空港連絡バス等が発着する。

### 道路
- 国道10号
- 国道210号

## 施設
- 府内中央口広場
- 大分駅前商店街
- 太陽家具大分店

## その他

### 日本郵便
- 郵便番号 : 870-0027[2]（集配局 : 大分中央郵便局[20]）。